# Сеймур Скіннер
Сеймур Скіннер (англ. Seymour Skinner) — один з вигаданих персонажів мультсеріалу Сімпсони, директор Спрінгфілдської початкової школи, де вчаться Барт і Ліса Сімпсон. Його справжнє ім'я Армен Танзарян — після служби у В'єтнамі він став директором школи у Спрінгфілді. Незважаючи на нестачу фінансування для школи, він намагається вчити своїх учнів, але вони його не слухаються та глузують з нього. Його мати — Агнес Скіннер повсюди ходить з ним, а він за нею піклується. Директор Скіннер є дещо стереотипним образом бюрократа від освіти.

## Персонаж

### Передісторія
Персонаж Сеймура Скіннера був задуманий Метом Ґрейнінґом як пародія на директора його власної школи. Ім'я Скіннера було запозичено від прізвища відомого американського психолога Берреса Фредеріка Скіннера.
Історія його появи в серіалі дещо заплутана. Скіннер з'явився у першому епізоді, але його власна історія розкривається значно пізніше, коли стає відомо, що його справжнє ім'я Армен Танзарян. Згідно з цим сюжетом, він народився і виріс у Кепітал-Сіті, був хуліганом аж поки не пішов у армію, де й зустрів справжнього Сеймура Скіннера, якого вважав своїм наставником. Під час війни відчуваючи провину за загибель сержанта Скіннера у В'єтнамі він повертається під його ім'ям до Спрінгфілду і його матері Аґнес. Щоб виконати передсмертне бажання свого наставника він стає директором школи, а Аґнес приймає його за власного сина. Коли в епізоді The Principal and the Pauper його справжня історія розкривається і справжнім чудом врятований сержант Скіннер повертається до Спрінгфілду навіть його мати відмовляється від нього і вважає Тамзаріана кращим. Коли справжнього Скіннера виганяють зі Спрінгфілду, суддя Снайдер присуджує законно повернути Тамзаряну ім'я Скіннера під яким він і залишається у Спрінгфілді.

### Персональні якості
Персонаж Скіннера має декілька суперечливих персональних рис характеру. Він водночас суворий вчитель і директор, який намагається підтримувати дисципліну в школі та слабовільна людина, яка постійно боїться шкільного інспектора Чалмерза і свою власну матір Аґнес Скіннер. 
Він є об'єктом витівок Барта та зневажання з боку вчителів та учнів. Барт часто малює карикатури на нього по всьому місту.
Скіннер також зображений, як один з зарозумних, начитаних та інтелігентних жителів Спрінгфілду. У багатьох фантазіях персонажів серіалу Скіннера карають за його зарозумність, зокрема спалюють як єретика за визнання, що Земля обертається. Він також належав до кола інтелігентів Спрінгфілду разом з Лісою, до яких тимчасово перейшла влада в місті під час втечі мера Квімбі.
Іншим комічним моментом серіалу є стосунки Скіннера з його матір'ю Аґнес Скіннер, яка відноситься до нього як до маленького хлопця. Вона не тільки майже завжди з'являється разом з ним поза школою, але й постійно критикує його і вказує йому що робити. Скіннер погодився не тільки жити під її дахом, але й виплачувати їй з власної зарплати гроші за всю їжу, яку він ніби з'їв у дитинстві. Незважаючи ні на що, Скіннер не здатний сказати ні матері, або шкільному інспекторові Чалмерсу і зображений як безвольна, піддатлива людина.

### Робота в спрінгфілдській школі
Як педагог Скіннер не має великого успіху у Спрінгфілдьській початковій школі не тільки завдяки витівкам Барта, але й тому що він сам безвольний і нерішучий. Зокрема, він не тільки майже ніколи не здатний контролювати поведінку Барта, він також не знає про хуліганів в школі та вдається до підлого та шахрайства аби забезпечити необхідне фінансування. Як директор Скіннер також невдало керує своїм викладацьким колективом, який навіть вдався до страйку. Некомпетентність Скіннера та безлад в школі досягли такого рівня, що його навіть тимчасово було звільнено і на його місце призначено Неда Фландерса. В багатьох своїх рішеннях Скіннер покладається на думки інших, зокрема шкільного інспектора Чалмерса, власної матері та навіть Ліси Сімпсон.

### Приватне життя
В серіалі Скіннер зображений як класичний старий парубок. Попри це, за сюжетом він залицявся спочатку до Паті Був'є, а пізніше і до вчительки Барта Едни Крабапель з якою у нього був роман і з якою він навіть заручився. Історія кохання Скіннера і пані Крабапель стає однією з центральних у серіалі. Окрім історії з зарученням постійні натяки на їх відносини з'являються у багатьох епізодах. Однак завдяки нерішучості Скіннера Крабапель впадає в розпач і їх стосунки заходять у глухий кут. Незважаючи на невизначеність стосунків між ними, Скіннер ревнує вчительку до інших кавалерів, проте все одно залишається з матір'ю. Вольова жінка Аґнес Скіннер примушує його брати її на танці замість інших жінок і навіть не дозволяє вести у вальсі, оскільки, на її думку, Скіннер не здатний бути лідером навіть там.